# Régime auburnien

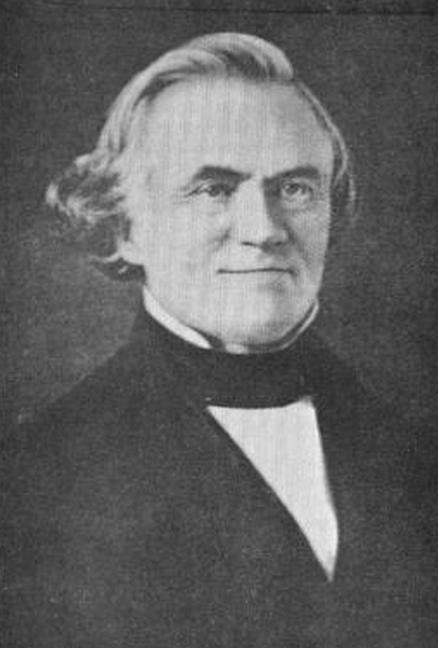
Elam Lynds.

Le régime auburnien, aussi appelé « régime de New York », est une méthode pénale du XIXe siècle dans lesquels les personnes travaillaient la journée en groupe et étaient gardées en isolement en silence la nuit. Ce système se développa dans les années 1820 dans l'établissement correctionnel d'Auburn, situé à Auburn dans l’État de New York, comme alternative et en modification du régime pennsylvanien d'isolement, qu'il remplaça progressivement aux États-Unis. Le parti whig favorisait ce système car il essayait de réhabiliter les prisonniers en leur enseignant la discipline personnelle et le respect du travail, de la propriété et des autres personnes.
Les éléments notables du système auburnien étaient les uniformes à rayure, la marche emboîtée et le silence.

## Marche au pas et vêtements

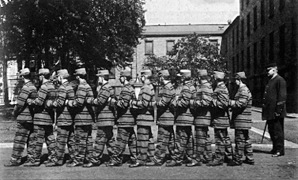
Lockstep dans la Prison Auburn.

- (en) Cet article est partiellement ou en totalité issu de l’article de Wikipédia en anglais intitulé « Separate system » (voir la liste des auteurs).

Elam Lynds (en), en association avec John D. Cray, a développé un système révolutionnaire de déplacement des condamnés à l'intérieur de la prison. Les prisonniers marchaient à l'unisson et fermaient leurs bras au forçat devant eux. Les prisonniers devaient regarder d'un côté et n'étaient pas autorisés à regarder les gardes ou les autres détenus. Les vêtements à la prison étaient un tissu grisâtre avec des rayures horizontales.

## Sources
- (en) Cet article est partiellement ou en totalité issu de l’article de Wikipédia en anglais intitulé « Auburn system » (voir la liste des auteurs).